# Shin Sung-mo
Shin Sung-mo (en coréen : 신성모, Sin Seong-mo) est un homme d'État coréen, Premier ministre de Corée du Sud en 1950 et ministre de la Défense nationale pendant la guerre de Corée.